# Mount Cook
Mount Cook ili Aoraki (na maorskom) najviša je planina Novog Zelanda, visine 3754 m. Nalazi se u središnjem dijelu Južnih Alpi, koje se pružaju duž Južnog otoka. Mount Cook često posjećuju turisti i omiljeno je mjesto mnogih alpinista, a prvi koji su osvojili njegov vrh bili su novozelanđani Tom Fyfe, George Graham i Jack Clarke 1894. godine.
Nalazi se unutar istoimenog nacionalnog parka Aoraki/Mount Cook koji je osnovan 1953., ali je ovo područje uživalo zaštitu još od 1887. god. Park ima površinu od 700 km² i sadrži preko 140 vrhova viših od 2.000 m, te 72 ledenjaka koja pokrivaju 40% parka. S njegovog istočnog dijela spušta se Tasmanov ledenjak, najdulji ledenjak Novog Zelanda, a sa zapadnog Hookerov ledenjak. NP Aoraki/Mount Cook zajedno s nacionalnim parkovima Tai Poutini, Mount Aspiring i Fiordland čini cjelinu jugozapada Novog Zelanda, Te Wahipounamu, koji se nalazi na popisu mjesta svjetske baštine u Oceaniji.
Ime je dobio u čast kapetana Jamesa Cooka, koji je s posadom otkrio Novi Zeland 1770. godine. No, planinu su Maori zvali Aoraki (Maori su se isprva pisali Aorangi, što znači „čovjek”), što je osobno ime mitskog sina Rakinuija, nebeskog oca, koji je ostao smrznut u svom kanuu, Južnom otoku (maorski Te Waka o Aoraki, tj. „Aorakijev kanu”).

## Galerija
- Aoraki/Mount Cook
- Pogled sa sjevera.
- Pogled na Aoraki/Mount Cook iz hotela Hermitage, Mount Cook Village
- Gornji dio Tasmanova ledenjaka
- Pogles s jezera Tekapo.

## Vanjske poveznice
Vodič: Aoraki Mount Cook National Park na Wikivoyageu
- Aoraki/Mount Cook National Park homepage (engl.)